# Spezia Calcio 2011-2012
Questa voce raccoglie le informazioni riguardanti lo Spezia Calcio nelle competizioni ufficiali della stagione 2011-2012.

## Stagione
Nella stagione 2011-2012 lo Spezia disputa il girone B del campionato di Prima Divisione, raccoglie 62 punti con il primo posto e la promozione diretta in Serie B. Dopo una clamorosa rimonta sul Trapani nel girone di ritorno, perché i siciliani a dieci giornate dalla fine avevano ancora 11 punti di vantaggio sugli aquilotti. Eppure questa stupenda stagione dello Spezia non era partita bene, dopo cinque giornate con una sola vittoria, ne ha fatto le spese il tecnico Elio Gustinetti, sostituito da Michele Serena per il resto della stagione. Il mese di maggio 2012 per lo Spezia è stato un mese d'oro, il 2 maggio ha vinto la Coppa Italia di Lega Pro, bissando il successo che aveva ottenuto nel 2004-2005, poi il 6 maggio ottiene la promozione diretta in Serie B, grazie al (3-0) rifilato al Latina nell'ultima di campionato, il 17 maggio ottiene la Supercoppa di Prima Divisione, superando nel doppio confronto la Ternana, che ha vinto il girone A di Prima Divisione. Ad accompagnare in Serie B gli aquilotti è stato il Lanciano, che a sorpresa ha superato nella finale dei Play-off il Trapani, che aveva dominato a lungo la stagione. All'inizio di questa indimenticabile stagione ad agosto, gli aquilotti hanno partecipato anche alla Coppa Italia nazionale superando nel primo turno la Valle d'Aosta (3-0), mentre nel secondo turno sono stati eliminati dal Bari (1-0).

## Rosa
| N. |                    | Ruolo | Calciatore                 |
| -- | ------------------ | ----- | -------------------------- |
|    | Italia (bandiera)  | P     | Niccolò Mozzachiodi        |
|    | Italia (bandiera)  | P     | Danilo Russo               |
|    | Italia (bandiera)  | P     | Francesco Conti            |
|    | Italia (bandiera)  | D     | Claudio Rivalta            |
|    | Italia (bandiera)  | D     | Alberto Bianchi (capitano) |
|    | Italia (bandiera)  | D     | Matteo Gentili             |
|    | Camerun (bandiera) | D     | Solomon Enow               |
|    | Italia (bandiera)  | D     | Francesco Ferrini          |
|    | Italia (bandiera)  | D     | Claudio Grauso             |
|    | Italia (bandiera)  | D     | Daniele Pedrelli           |
|    | Italia (bandiera)  | D     | Fabio Lucioni              |
|    | Italia (bandiera)  | D     | Michele Murolo             |
|    | Italia (bandiera)  | C     | Romeo Papini               |
|    | Italia (bandiera)  | C     | Raffaele Bianco            |
|    | Italia (bandiera)  | C     | Daniele Buzzegoli          |

| N. |                   | Ruolo | Calciatore             |
| -- | ----------------- | ----- | ---------------------- |
|    | Italia (bandiera) | C     | Lorenzo Lollo          |
|    | Italia (bandiera) | C     | Ighli Vannucchi        |
|    | Italia (bandiera) | C     | Elia Chianese          |
|    | Italia (bandiera) | C     | Davide Marchini        |
|    | Italia (bandiera) | C     | Alessandro Marotta     |
|    | Italia (bandiera) | C     | Nicola Madonna         |
|    | Italia (bandiera) | C     | Giacomo Casoli         |
|    | Italia (bandiera) | C     | Filippo Carobbio       |
|    | Italia (bandiera) | A     | Emiliano Testini       |
|    | Italia (bandiera) | A     | Antimo Iunco           |
|    | Italia (bandiera) | A     | Salvatore Mastronunzio |
|    | Italia (bandiera) | A     | Andrea Ferretti        |
|    | Italia (bandiera) | A     | Manuel Marras          |
|    | Italia (bandiera) | A     | Felice Evacuo          |
|    | Italia (bandiera) | A     | Simone Guerra          |

## Risultati

### Lega Pro Prima Divisione

#### Girone di andata
| La Spezia 4 settembre 2011 1ª giornata | Spezia            | 0 – 0 | Andria BAT | Stadio Alberto Picco\| Arbitro: \| Penno (Nichelino) \| |
| Arbitro:                               | Penno (Nichelino) |       |            |                                                         |

| Arbitro: | Roca (Foggia) |

|                              |           |                              |
| Baccolo 17’ Aurelio 43’, 62’ | Marcatori | 41’ Iunco 90+4’ Alb. Bianchi |

| Arbitro: | Peretti (Verona) |

|                                  |           |  |
| Alb. Bianchi 12’, 54’ Parola 32’ | Marcatori |  |

| Arbitro: | Pairetto (Nichelino) |

|                                    |           |            |
| Fofana 11’, 71’ (rig.) Mancusu 57’ | Marcatori | 66’ Evacuo |

| Arbitro: | Aureliano (Bologna) |

|                                           |           |                            |
| Le Noci 23’ Minelli 33’ Rabito 47’ (rig.) | Marcatori | 8’ Evacuo 61’ Mastronunzio |

| Arbitro: | Borriello (Mantova) |

|                      |           |  |
| Iunco 7’ Madonna 34’ | Marcatori |  |

| Lanciano 12 ottobre 2011 7ª giornata | Virtus Lanciano | 0 – 0 | Spezia | Stadio Guido Biondi\| Arbitro: \| Merlino (Udine) \| |
| Arbitro:                             | Merlino (Udine) |       |        |                                                      |

| Arbitro: | Fabbri (Ravenna) |

|                       |           |  |
| Casoli 43’ Evacuo 60’ | Marcatori |  |

| Arbitro: | Coccia (San Benedetto del Tronto) |

|                                     |           |            |
| Gaeta 62’ (rig.) Corrent 89’ (rig.) | Marcatori | 37’ Bianco |

| Arbitro: | Caso (Verona) |

|  |           |                      |
|  | Marcatori | 1’ Corazza 83’ Luppi |

| Arbitro: | Manganiello (Pinerolo) |

|                    |           |            |
| Tarallo 55’ (rig.) | Marcatori | 24’ Evacuo |

| Arbitro: | Cifelli (Campobasso) |

|                   |           |  |
| Evacuo 23’ (rig.) | Marcatori |  |

| Bassano del Grappa 20 novembre 2011 13ª giornata | Bassano Virtus   | 0 – 0 | Spezia | Stadio Rino Mercante\| Arbitro: \| Minelli (Varese) \| |
| Arbitro:                                         | Minelli (Varese) |       |        |                                                        |

| Arbitro: | Dei Giudici (Latina) |

|                   |           |              |
| Evacuo 35’ (rig.) | Marcatori | 77’ Schetter |

| Arbitro: | Barbeno (Brescia) |

|               |           |                         |
| Chinellato 1’ | Marcatori | 31’ Madonna 44’ Testini |

| Arbitro: | De Benedictis (Bari) |

|            |           |          |
| Evacuo 61’ | Marcatori | 70’ Lima |

| Arbitro: | Saia (Palermo) |

|          |           |                              |
| Babù 25’ | Marcatori | 16’ Papini 57’ (rig.) Evacuo |

#### Girone di ritorno
| Arbitro: | Bindoni (Venezia) |

|                |           |                         |
| Cossentino 52’ | Marcatori | 24’ Iunco 72’ Vannucchi |

| Arbitro: | Bietolini (Firenze) |

|                               |           |              |
| Evacuo 42’ (rig.), 90’ (rig.) | Marcatori | 6’ Santoruvo |

| Arbitro: | Bellotti (Verona) |

|  |           |             |
|  | Marcatori | 61’ Marotta |

| Arbitro: | Ripa (Nocera Inferiore) |

|             |           |             |
| Madonna 24’ | Marcatori | 44’ Mancosu |

| La Spezia 5 febbraio 2012 22ª giornata | Spezia          | 0 – 0 | Cremonese | Stadio Alberto Picco\| Arbitro: \| Pasqua (Tivoli) \| |
| Arbitro:                               | Pasqua (Tivoli) |       |           |                                                       |

| Arbitro: | Coccia (San Benedetto del Tronto) |

|             |           |  |
| Gambino 76’ | Marcatori |  |

| Arbitro: | Pairetto (Nichelino) |

|             |           |  |
| Gentili 46’ | Marcatori |  |

| Arbitro: | Ros (Pordenone) |

|         |           |                              |
| Pià 58’ | Marcatori | 56’ Alb. Bianchi 85’ Madonna |

| Arbitro: | Borriello (Mantova) |

|            |           |              |
| Evacuo 81’ | Marcatori | 67’ Anzalone |

| Arbitro: | Penno (Nichelino) |

|          |           |             |
| Fedi 36’ | Marcatori | 59’ Lucioni |

| Arbitro: | Cifelli (Campobasso) |

|                                      |           |  |
| Evacuo 6’ Buzzegoli 45+1’ Casoli 80’ | Marcatori |  |

| Arbitro: | Fabbri (Ravenna) |

|                            |           |                              |
| Silva Reis 3’ Ghinassi 60’ | Marcatori | 34’ Alb. Bianchi 57’ Marotta |

| Arbitro: | La Penna (Roma) |

|                                             |           |  |
| Vannucchi 32’ Evacuo 68’ (rig.) Marotta 90’ | Marcatori |  |

| Arbitro: | Manganiello (Pinerolo) |

|  |           |            |
|  | Marcatori | 42’ Evacuo |

| Arbitro: | Pairetto (Nichelino) |

|                        |           |               |
| Murolo 18’ Madonna 88’ | Marcatori | 41’ Schenetti |

| Arbitro: | Pasqua (Tivoli) |

|              |           |                         |
| Mattielig 6’ | Marcatori | 31’ Madonna 84’ Lucioni |

| Arbitro: | Maresca (Napoli) |

|                                    |           |  |
| Iunco 37’ Evacuo 45’ Vannucchi 54’ | Marcatori |  |

### Coppa Italia
| Arbitro: | Fabbrini (Livorno) |

|                                   |           |  |
| Papini 25’ Iunco 42’ Evacuo 90+2’ | Marcatori |  |

| Arbitro: | Baratta (Salerno) |

|                |           |  |
| Masiello 90+4’ | Marcatori |  |

### Coppa Italia Lega Pro

#### Fase a eliminazione diretta
| Arbitro: | Giuseppe Monaco (Tivoli) |

|                |           |                                          |
| Chiarabini 44’ | Marcatori | 21’ Marras 63’ Ferretti 76’ Alb. Bianchi |

| Arbitro: | Tiziano Reni (Pistoia) |

|                                        |           |                        |
| Vannucchi 6’ Marras 55’, 88’ Lollo 71’ | Marcatori | 16’, 29’ (rig.) Ingari |

#### Seconda fase a gironi
| Arbitro: | Pezzuto (Lecce) |

|              |           |                        |
| Ferretti 70’ | Marcatori | 87’ Marotta 90’ Guerra |

| Arbitro: | Soricaro (Barletta) |

|                        |           |            |
| Testini 66’ Evacuo 76’ | Marcatori | 51’ Vecchi |

#### Semifinali
| Arbitro: | Rocca (Vibo Valentia) |

|             |           |  |
| Lanteri 82’ | Marcatori |  |

| Arbitro: | Bellotti (Verona) |

|                                                                               |           |  |
| Evacuo 24’ Marotta 46’ (rig.) Buzzegoli 54’ Bianco 67’ Madonna 75’ Casoli 90’ | Marcatori |  |

### Finali
| Arbitro: | Abbattista (Molfetta) |

|  |           |              |
|  | Marcatori | 16’ G. Tulli |

| Arbitro: | Fabbri (Ravenna) |

|              |           |                   |
| Favasuli 34’ | Marcatori | 45+2’, 77’ Guerra |

### Supercoppa italiana Lega Pro
| Terni 13 maggio 2012, ore 15:00 CEST Andata | Ternana           | 0 – 0 referto | Spezia | Stadio Libero Liberati\| Arbitro: \| Bindoni (Venezia) \| |
| Arbitro:                                    | Bindoni (Venezia) |               |        |                                                           |

| Arbitro: | Benassi (Bologna) |

|                               |           |             |
| Evacuo 80’ (rig.) Lucioni 84’ | Marcatori | 72’ Docente |